# Łyżwiarstwo figurowe na Zimowych Igrzyskach Olimpijskich 2014
Łyżwiarstwo figurowe na Zimowych Igrzyskach Olimpijskich 2014 – jedna z dyscyplin rozgrywanych podczas igrzysk w dniach 6–20 lutego 2014 w hali Ajsberg w Soczi. Zawody odbyły się w pięciu konkurencjach: solistów i solistek, par sportowych i tanecznych oraz drużynowych.

## Kwalifikacje
Do igrzysk olimpijskich zawodnicy mogli się zakwalifikować podczas dwóch turniejów rozgrywanych w sezonie 2012/2013. Były to Mistrzostwa Świata 2013 oraz Nebelhorn Trophy w Oberstdorfie.

## Terminarz
| Data      | Konkurencja         | Konkurencja                    | Godzina                 |
| --------- | ------------------- | ------------------------------ | ----------------------- |
| 6 lutego  | Zawody drużynowe    | Program krótki solistów        | 19:30 UTC+4 / 16:30 CET |
| 6 lutego  | Zawody drużynowe    | Program krótki par sportowych  | 21:10 UTC+4 / 18:10 CET |
| 8 lutego  | Zawody drużynowe    | Taniec krótki par tanecznych   | 18:30 UTC+4 / 15:30 CET |
| 8 lutego  | Zawody drużynowe    | Program krótki solistek        | 20:10 UTC+4 / 17:10 CET |
| 8 lutego  | Zawody drużynowe    | Program dowolny par sportowych | 22:05 UTC+4 / 19:05 CET |
| 9 lutego  | Zawody drużynowe    | Program dowolny solistów       | 19:30 UTC+4 / 16:30 CET |
| 9 lutego  | Zawody drużynowe    | Program dowolny solistek       | 20:05 UTC+4 / 17:05 CET |
| 9 lutego  | Zawody drużynowe    | Taniec dowolny par tanecznych  | 21:10 UTC+4 / 18:10 CET |
| 11 lutego | Zawody indywidualne | Program krótki par sportowych  | 19:00 UTC+4 / 16:00 CET |
| 12 lutego | Zawody indywidualne | Program dowolny par sportowych | 19:45 UTC+4 / 16:45 CET |
| 13 lutego | Zawody indywidualne | Program krótki solistów        | 19:00 UTC+4 / 16:00 CET |
| 14 lutego | Zawody indywidualne | Program dowolny solistów       | 19:00 UTC+4 / 16:00 CET |
| 16 lutego | Zawody indywidualne | Taniec krótki par tanecznych   | 19:00 UTC+4 / 16:00 CET |
| 17 lutego | Zawody indywidualne | Taniec dowolny par tanecznych  | 19:00 UTC+4 / 16:00 CET |
| 19 lutego | Zawody indywidualne | Program krótki solistek        | 19:00 UTC+4 / 16:00 CET |
| 20 lutego | Zawody indywidualne | Program dowolny solistek       | 19:00 UTC+4 / 16:00 CET |

## Medaliści
| Konkurencja      | Złoto | Wynik  | Srebro | Wynik  | Brąz | Wynik  |
| Soliści          | Yuzuru Hanyū | 280,09 | Patrick Chan | 275,62 | Dienis Tien | 255,10 |
| Solistki         | Adelina Sotnikowa | 224,59 | Kim Yu-na | 219,11 | Carolina Kostner | 216,73 |
| Pary sportowe    | Tetiana Wołosożar / Maksim Trańkow | 236,86 | Ksienija Stołbowa / Fiodor Klimow | 218,68 | Alona Sawczenko / Robin Szolkowy                                                                                               | 215,78 |
| Pary taneczne    | Meryl Davis / Charlie White | 195,52 | Tessa Virtue / Scott Moir | 190,99 | Jelena Iljinych / Nikita Kacałapow                                                                                             | 183,84 |
| Zawody drużynowe | Rosja Jewgienij Pluszczenko Julija Lipnicka Tetiana Wołosożar Maksim Trańkow Ksienija Stołbowa Fiodor Klimow Jekatierina Bobrowa Dmitrij Sołowjow Jelena Iljinych Nikita Kacałapow | 75     | Kanada Patrick Chan Kevin Reynolds Kaetlyn Osmond Meagan Duhamel Eric Radford Kirsten Moore-Towers Dylan Moscovitch Tessa Virtue Scott Moir | 65     | Stany Zjednoczone Jeremy Abbott Jason Brown Ashley Wagner Gracie Gold Marissa Castelli Simon Shnapir Meryl Davis Charlie White | 60     |

## Klasyfikacja medalowa
| Miejsce | Państwo           | złoto | srebro | brąz | Łącznie |
| ------- | ----------------- | ----- | ------ | ---- | ------- |
| 1.      | Rosja             | 3     | 1      | 1    | 5       |
| 2.      | Stany Zjednoczone | 1     | 0      | 1    | 2       |
| 3.      | Japonia           | 1     | 0      | 0    | 1       |
| 4.      | Kanada            | 0     | 3      | 0    | 3       |
| 5.      | Korea Południowa  | 0     | 1      | 0    | 1       |
| 6.      | Niemcy            | 0     | 0      | 1    | 1       |
| 6.      | Kazachstan        | 0     | 0      | 1    | 1       |
| 6.      | Włochy            | 0     | 0      | 1    | 1       |
| Łącznie | Łącznie           | 5     | 5      | 5    | 15      |